# Dyschirus longulus
Dyschirus longulus är en skalbaggsart som beskrevs av Leconte 1850. Dyschirus longulus ingår i släktet Dyschirus och familjen jordlöpare. Inga underarter finns listade i Catalogue of Life.